# Hat Full of Stars (песня)
«Hat Full of Stars» (рус. Шляпа, полная звёзд) — четвёртый и последний сингл с одноимённого альбома Синди Лопер.

## Информация о сингле
Песня рассказывает о воспоминаниях, связанных с возлюбленным. Шляпа, принадлежащая героине, выступает символом романтических отношений в прошлом. Из-за коммерческого провала предыдущих синглов на песню не был снят видеоклип, а сингл вышел только в Японии.

## Список композиций
5"CD (Япония (2 декабря 1993) 1993) — Epic (Sony) ESCA 5899
1. Hat Full Of Stars: 4:30
2. That’s What I Think (LP Edit): 4:19
3. That’s What I Think (Live Version): 4:37
4. That’s What I Think (Remix): 5:28

5"CD (Япония промо 1993) - Epic (Sony) QDCA 93031
1. Hat Full Of Stars
2. That’s What I Think (Album Version)
3. Feels Like Christmas